# NGC 5974
NGC 5974 (другие обозначения — UGC 9952, MCG 5-37-10, ZWG 166.25, ARAK 482, IRAS15370+3155, PGC 55694) — спиральная галактика (Sc) в созвездии Северная Корона.
Этот объект входит в число перечисленных в оригинальной редакции «Нового общего каталога».